# Daniel Stücklen

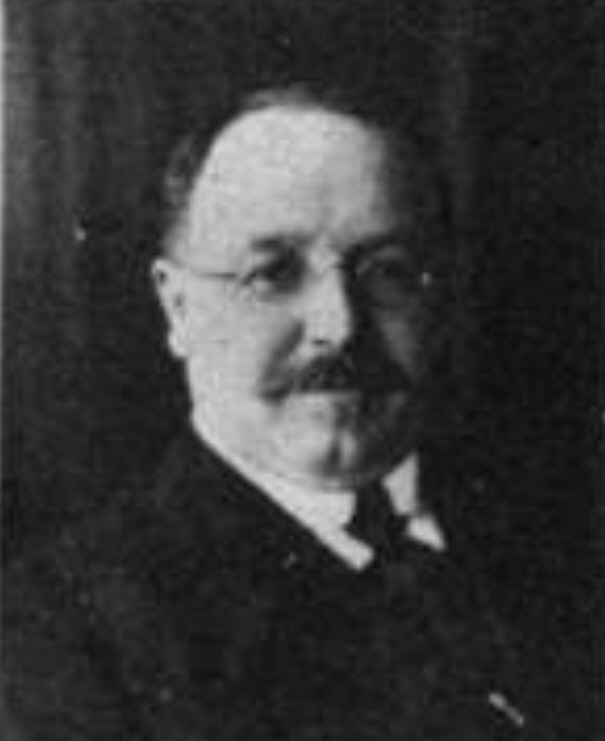
Daniel Stücklen

Daniel Stücklen (* 30. April 1869 in Nürnberg; † 13. März 1945 in Berlin) war ein Sozialdemokrat und Gewerkschafter in Deutschland und Ungarn.

## Leben und Wirken
Stücklen war von Beruf Feingoldschläger. Im Jahr 1886 war er in die SPD und die freien Gewerkschaften eingetreten. Er ging auf Wanderschaft nach Österreich und der Schweiz und wurde nach seiner Rückkehr aus politischen Gründen gemaßregelt. In den Jahren 1889 und 1890 nahm er an der Gründung des Deutschen Metallarbeiterverbandes teil. Er sah sich gezwungen, wieder ins Ausland zu gehen und war seit 1890 Werkmeister einer Feingoldschlägerei in Budapest. Während seiner Zeit in Ungarn war Stücklen zwischen 1891 und 1893 Mitglied des zentralen Vorstands der ungarischen sozialistischen Partei. Außerdem war er nun hauptberuflich Redakteur der „Arbeiterpresse“ in Budapest. Nach seiner Rückkehr nach Deutschland war er Redakteur zahlreicher sozialdemokratischer Zeitungen wie der Volkszeitung in Hof (1893–1898), der Volkszeitung in Altenburg (1898–1905), der Arbeiterzeitung in Dortmund (1905–1906), der Parteikorrespondenz in Berlin (1906–1908), des sozialdemokratischen Presse-Bureaus (1908–1915) und zwischen 1915 und 1918 „Militärbureaus“ in Berlin.

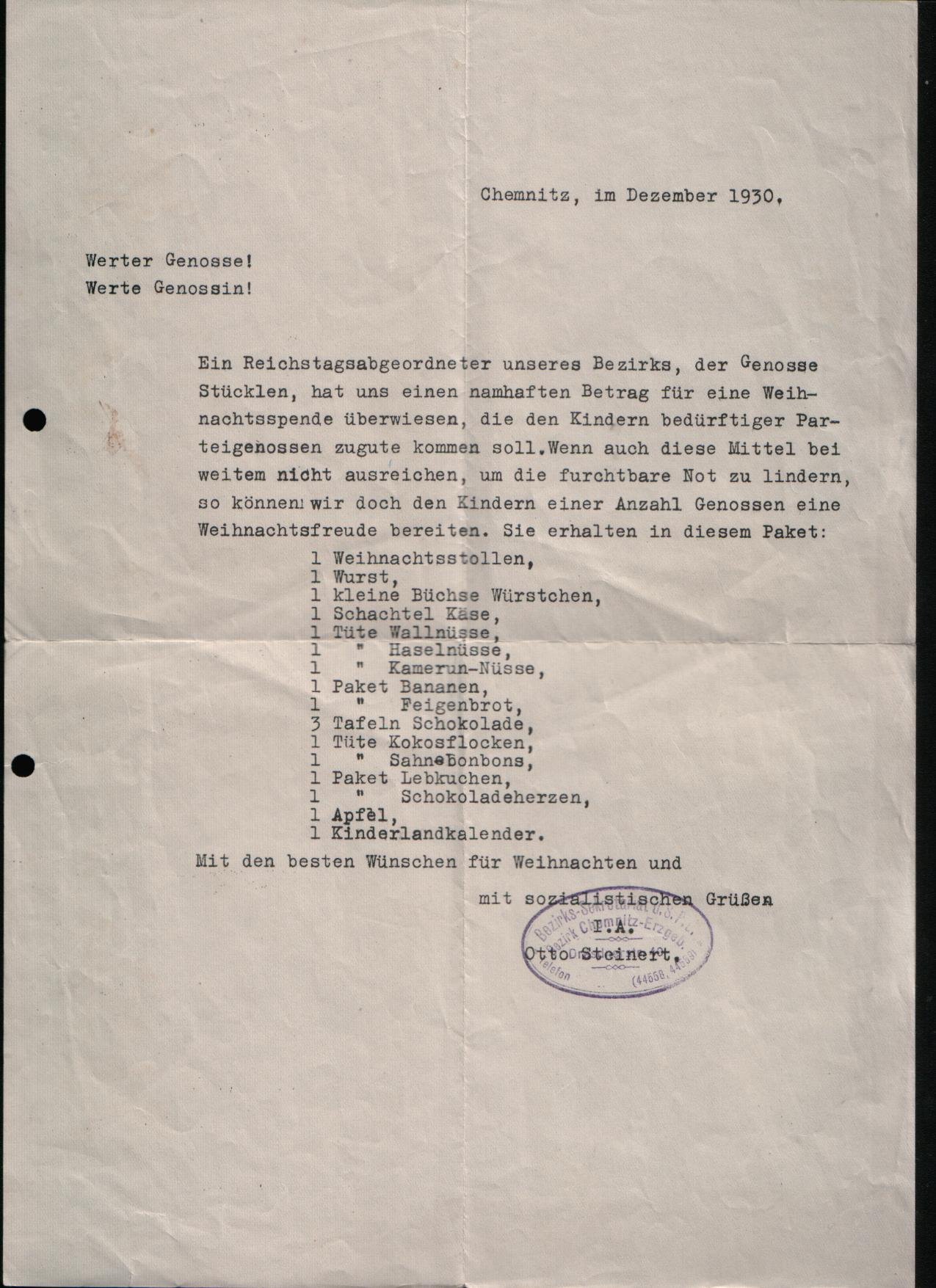
Schreiben der SPD Chemnitz im Jahre 1930 an bedürftige SPD-Mitglieder anlässlich einer Weihnachtsspende von Daniel Stücklen

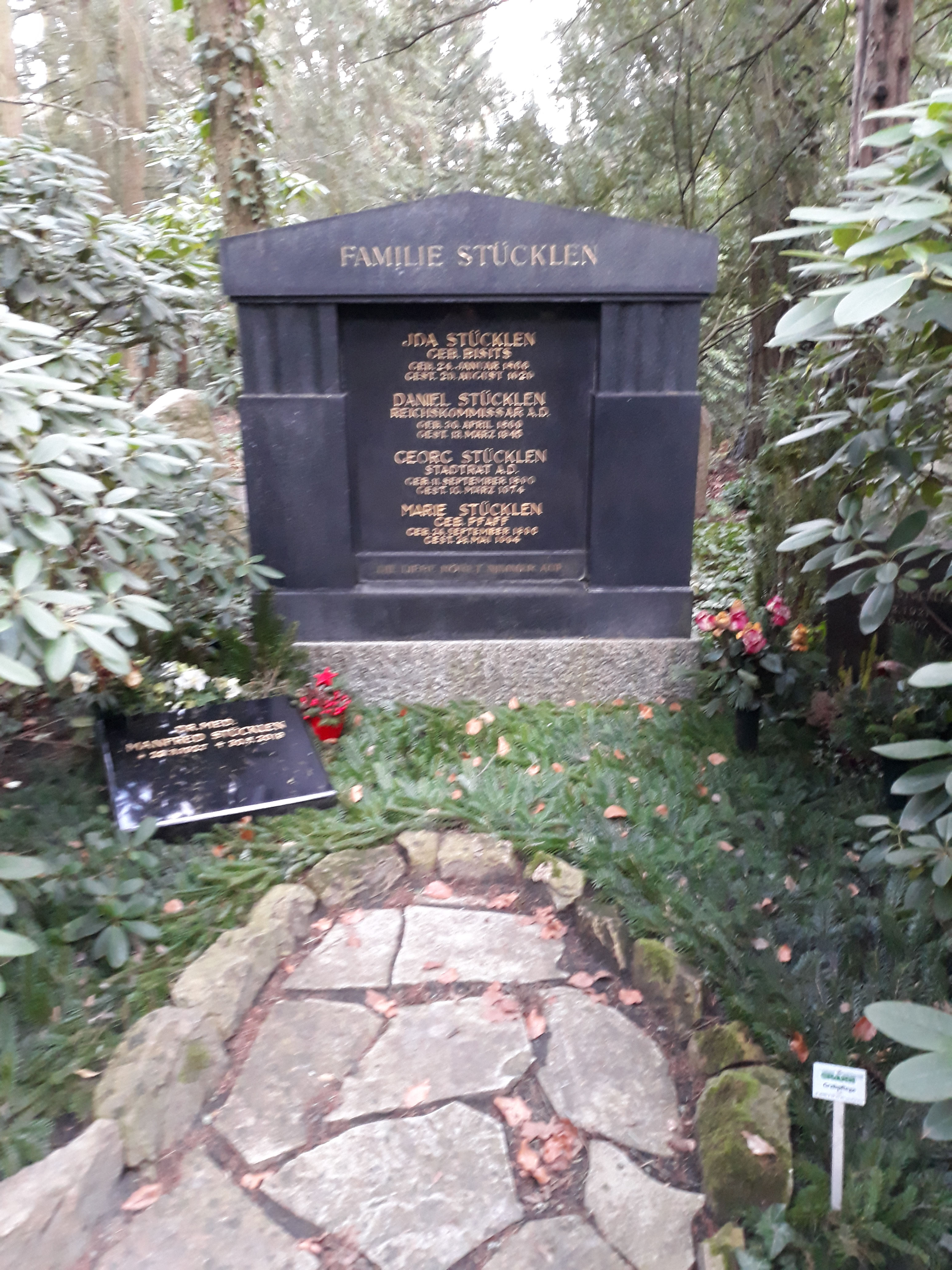
Das Grab von Daniel Stücklen und seiner Frau Ida im Familiengrab auf dem Parkfriedhof Lichterfelde in Berlin.

Während des deutschen Kaiserreichs wurde Stücklen mehrfach aus politischen Gründen presserechtlich häufig angeklagt und unter anderem wegen Majestätsbeleidigung zu neun Monaten Gefängnis verurteilt. Seit 1903 gehörte er dem Deutschen Reichstag an und zwischen 1919 und 1920 der deutschen Nationalversammlung. Während der Weimarer Republik war Stücklen erneut von 1920 bis 1932 Reichstagsabgeordneter. Als Parlamentarier kritisierte er unter anderem die kastenmäßige Abgrenzung der Reichswehr von der Bevölkerung. Allerdings war Stücklen als Etatreferent seiner Fraktion durch Wilhelm Groener in die geheime Aufrüstung der Reichswehr und die damit verbundene Verschleierungstaktik eingeweiht, ohne dies öffentlich zu machen. Hauptberuflich war er zwischen 1919 und 1920 Vorsitzender Reichszentralstelle für Kriegs- und Zivilgefangene. Stücklen war damit verantwortlich für die Rückführung der kriegsgefangenen deutschen Soldaten sowie für die deutsche Haltung gegenüber den verbleibenden ausländischen, das heißt in erster Linie russischen Kriegsgefangenen.
Von 1920 bis 1925 war Stücklen Reichskommissar für Zivilgefangene und Flüchtlinge im Reichsministerium des Inneren. Damit war er vor allem zuständig für die Eingliederung der Migranten aus den an Polen gefallenen ehemaligen deutschen Gebieten. Danach trat er zunächst in den Ruhestand. Das Kabinett Müller berief ihn 1929 zum Reichskommissar für Deutschrussenhilfe, insbesondere um geflüchtete deutsch-russische Bauern in Deutschland anzusiedeln. Nach dem Beginn der nationalsozialistischen Herrschaft wurde er entlassen.
Stücklens Sohn war der Bezirksstadtrat Georg Stücklen, sein Neffe war der Bundesminister und Bundestagspräsident Richard Stücklen. Er wurde auf dem Parkfriedhof Lichterfelde begraben.

## Werk
- Die Sozialdemokratie für die Feldgrauen / Von D. Stücklen Breslau: "Volkswacht" 1917 14 S. / Von D. Stücklen. Hrsg. vom Vorst. d. Sozialdemokrat. Partei Deutschlands Druck: Berlin: Vorwärts Buchdr. u. Verlagsanst. 1917 15 S.